# バンケルト (駆逐艦)
バンケルト (Hr.Ms. Banckert) はオランダ海軍の駆逐艦。アドミラーレン級（ヴァン・ガレン級）。

## 艦歴
1928年8月15日起工。1929年11月14日進水。1930年11月14日就役。
1941年5月6日、セラム近海で「諏訪丸」に停船を命じる。
太平洋戦争開戦の1941年12月8日、「バンケルト」はsapeh海峡にあった。
1942年1月、シンガポールへ向かうBN9A、BM9B、DM1、BM10船団を護衛した。
日本軍がバリクパパン沖に集結しているとの情報により2月3日から4日夜に重巡洋艦「ヒューストン」、軽巡洋艦「デ・ロイテル」、「マーブルヘッド」、「トロンプ」および駆逐艦7隻（「バンケルト」など）はマドゥラ島から出撃。しかし、2月4日に日本軍機の攻撃（ジャワ沖海戦）を受けて引き返した。
2月15日から日本軍はスマトラ南部やバンカ島に上陸。重巡洋艦「エクセター」、軽巡洋艦「デ・ロイテル」、「ジャワ」、「トロンプ」、「ホバート」、駆逐艦10隻（「バンケルト」など）が出撃し攻撃に向かった。その途中で駆逐艦「ヴァン・ゲント」が座礁し、「バンケルト」はその場に残り「ヴァン・ゲント」の乗員を収容した。
2月19日、再び連合国艦隊は出撃したが、「バンケルト」は座礁したため出撃できなかった。出撃した艦隊はバリ島沖海戦を戦っている。
2月24日、28日に爆撃で損傷。3月2日、修理が行われていた浮きドックと共にスラバヤで自沈した。
その後日本軍の「第百六号哨戒艇」となるが、終戦までに修理は完了しなかった。